# 碾子沟水库
碾子沟水库是中国吉林省吉林市永吉县一拉溪镇碾子沟村境内的一座中型水库，位于鳌龙河支流一拉溪河上。多年平均径流1452万m3。
泄洪建筑物为大涵洞，最大泄量226.53/s。设计洪峰流量225m3/s，校核洪峰流量511m3/s，校核水位307.88m。50年一遇设计，1000年一遇校核。

## 历史
1958年碾子沟公社自力更生兴建水库。抽调民工3500人。永济县水利局派技术员负责施工指导。1960年因财力不足下马。
1966年8月根据综合治理鳌龙河的五库一坝规划，以民办公助形式复工。动员民工1800人。吉林市水利勘测设计处负责设计，县水利局负责施工技术指导。1971年从全县抽调150台大车支援大坝上土。1972年组织锄后大会战，大坝增高4米。1973年11月基本完工。
1974年至1981年低水位运行，最大蓄水量566万m3。1982年开闸前蓄水956万m3，发现严重问题。1983年开始坝后压渗处理、坝肩开挖回填粘土。1985年东坝端开挖回填粘土与山体相接。
2002年除险加固，2004年竣工。
2010·07百年一遇洪水，于7月28日09：15漫坝，省水利厅请示国家防总，决定对大坝右侧采取爆破方式开挖非常溢洪道。09：30坝顶过水0.13m，10：40坝顶过水0.44m，坝后坡出现严重冲沟。11：20坝上最高水位309.75m。13时大坝爆破成功，14时坝顶停止过水，16：30下泄流量最大为924m3/s。推算最大入库流量为7月28日9时的一小时平均831m3/s。洪水总量1509万m3。